# جک فیتزواتر
جک فیتزواتر (انگلیسی: Jack Fitzwater؛ زادهٔ ۲۳ سپتامبر ۱۹۹۷) بازیکن فوتبال اهل بریتانیا است.
از باشگاه‌هایی که در آن بازی کرده‌است می‌توان به باشگاه فوتبال وست برومویچ آلبیون و باشگاه فوتبال چسترفیلد اشاره کرد.